# Enzo Gallo
Enzo Gallo, all'anagrafe Vincenzo Gallo (Acri, 26 febbraio 1947), è un produttore cinematografico italiano.

## Biografia
Nato ad Acri, provincia di Cosenza, si trasferisce a Roma in giovane età. Inizia a lavorare nel mondo del cinema all'età di 28 anni fondando la sua prima casa di produzione cinematografica ItalVision con la quale produce il film Un sussurro nel buio, di Marcello Aliprandi. In seguito realizza L'occhio dietro la parete, di Giuliano Petrelli e 6000 km di paura, di Bitto Albertini.
Nel 1980 fonda la casa di distribuzione cinematografica Film International Company, con cui presenterà in Italia le riedizioni dei film il piccolo grande uomo di Arthur Penn, campione d'incasso nello stesso anno; Un uomo chiamato Cavallo, di Elliot Silverstein; Chi è Harry Kellerman e perché parla male di me? di Ulu Grosbard; Oggi sposi: sentite condoglianze di Melville Shavelson.
Nel 2007 apre a Roma una nuova casa di produzione cinematografica, la Angelika Film Production.

### Vita privata
È il marito di Mirka Viola, Miss Italia nel 1987, dalla quale ha avuto due figli Nicholas e Angelica.

## Filmografia
- Un sussurro nel buio, regia di Marcello Aliprandi (1976)
- L'occhio dietro la parete, regia di Giuliano Petrelli (1977)
- Una donna allo specchio, regia di Paolo Quaregna (1984)
- Morte in Vaticano, regia di Marcello Aliprandi (1982)
- Un tenero tramonto, regia di Raimondo Del Balzo (1984)
- Senza scrupoli, regia di Tonino Valerii (1986)
- Banditi, regia di Stefano Mignucci (1995)
- Compagni di branco, regia di Paolo Poeti (1996)
- Una vacanza all'inferno, regia di Tonino Valerii (1997)
- Il corpo dell'anima, regia di Salvatore Piscicelli (1999)
- Quando una donna non dorme, regia di Nino Bizzarri (2000)
- I banchieri di Dio, regia di Giuseppe Ferrara (2001)
- Il compagno americano, regia di Barbara Barni (2003)
- Alla fine della notte regia di Salvatore Piscicelli (2003)
- Le rose del deserto, regia di Mario Monicelli (2006)
- Cam Girl, regia di Mirca Viola (2014)